# Batalha de Alavus

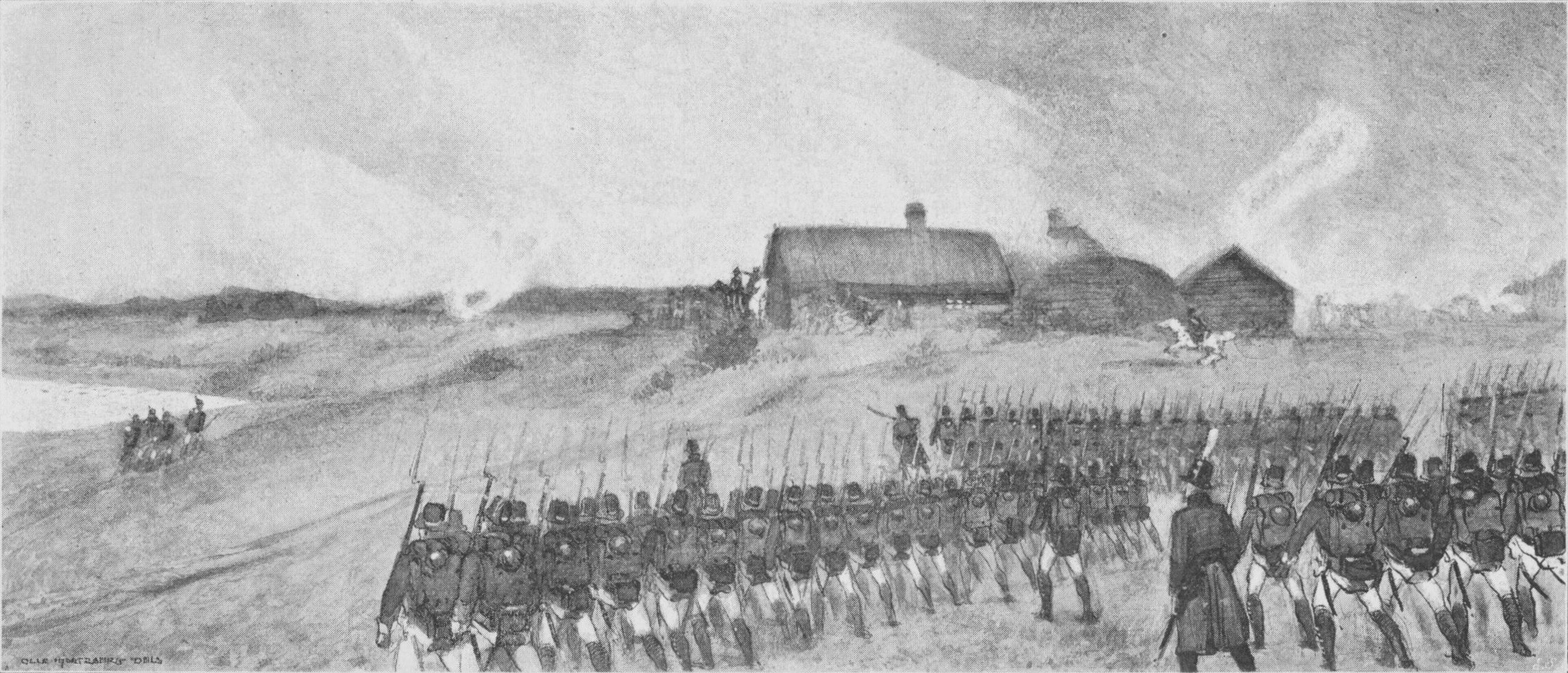
Os soldados suecos avançam sobre as posições russas na Batalha de Alavus, durante a Guerra

A Batalha de Alavus ocorreu em 17 de agosto de 1808 nas proximidades da cidade de Alavus (em sueco:  Alavo), como parte da Guerra Finlandesa. O exército finlandês, sob o comando do general Carl Johan Adlercreutz, derrotou uma força russa menor e a levou para o sul. Foi o último de uma série de sucessos suecos durante o verão de 1808 e marcou o ponto de virada na guerra.

## Prelúdio
Com suas linhas de abastecimento assediadas pelas forças suecas e recuando para o sul, o recém-nomeado major-general Nikolay Kamensky decidiu retomar a iniciativa. A situação logística impediu isso, no entanto, e ele foi forçado a marchar para Jämsä. Somente em 7 de agosto ele conseguiu recuperar o controle da situação, quando as atividades de ataque suecas diminuíram e reforços e novos suprimentos começaram a chegar. Kamenskiy então decidiu renovar sua ofensiva. Ele enviou um destacamento sob o comando do coronel Erikson em direção a Alavus e marchou em direção a Jyväskylä.
Provavelmente encorajado pela vitória em Kauhajoki, o marechal Wilhelm Mauritz Klingspor ordenou ao general Adlercreutz que atacasse a posição russa em Alavus. O exército, muito desgastado pelas provações do verão, foi movido para o sul em 16 de agosto sob uma chuva torrencial. No dia seguinte, o tempo melhorou.

## A batalha

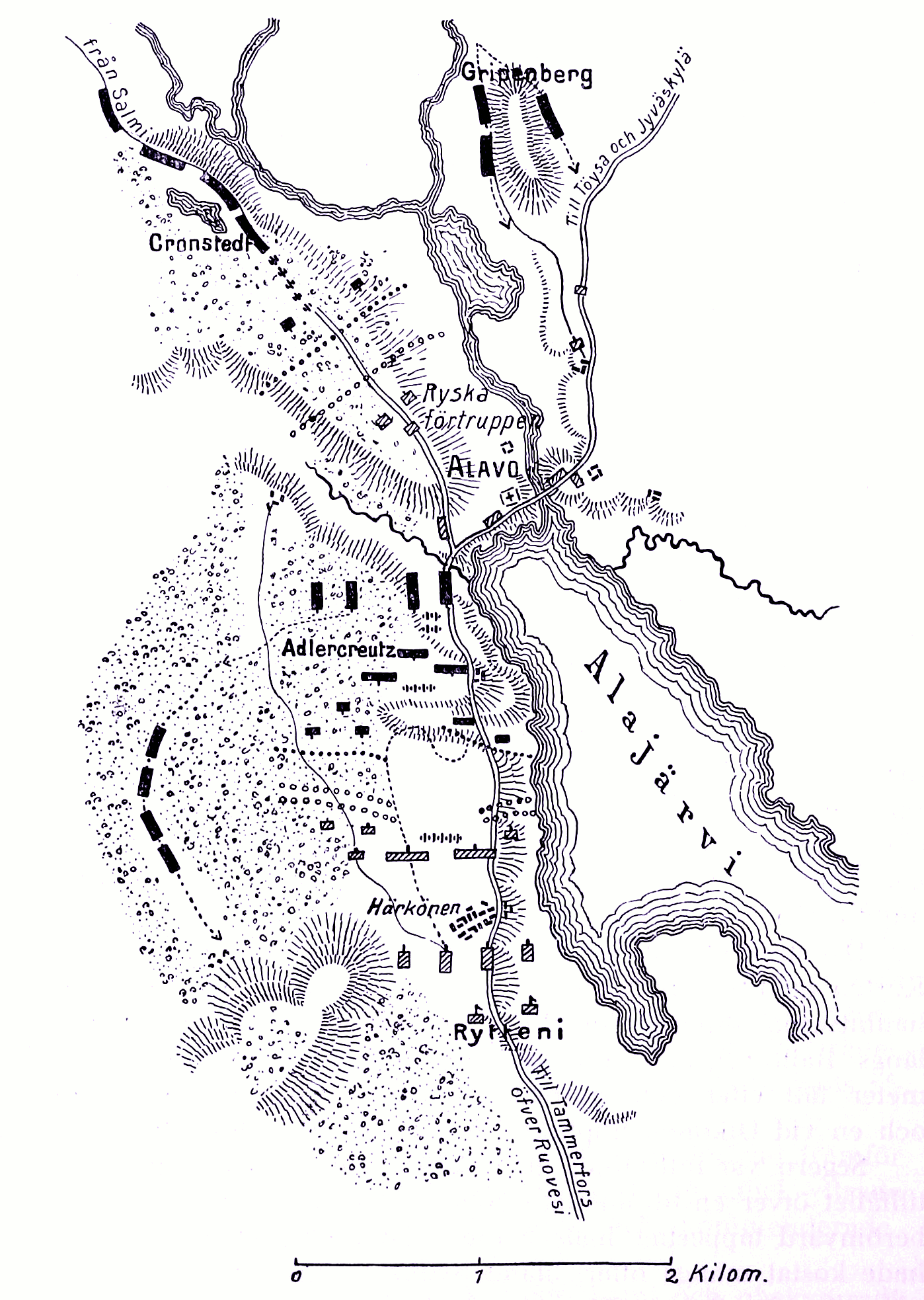
Posições na batalha

Sob o sol forte, Adlercreutz atacou as posições russas ao sul da igreja de Alavus, perto da pequena vila de Härkölä, protegida pelo lago Alajärvi (agora Alavudenjärvi ou Kirkkojärvi) à sua esquerda e terreno pantanoso à sua direita. Os russos contra-atacaram em sua ala direita e forçaram um batalhão de carélios no flanco esquerdo sueco a recuar para o norte. Nesse ponto, Adlercreutz ordenou que o 3º batalhão do regimento de infantaria Savolax, apoiado pelo 2º batalhão, contra-atacasse. Depois de uma enxurrada de tiros, o batalhão fez uma carga de baioneta e repeliu os russos. O flanco esquerdo russo também estava sob pressão e começou a ceder; às 19h00, toda a força russa havia se retirado com baixas totalizando 370 homens, em comparação com 200 do lado sueco.

## Consequências
Apesar do sucesso, o Klingspor nunca capitalizou isso ou o resultado de Lapua e a difícil situação de abastecimento russo no verão de 1808. Após a derrota em Alavus, a sorte russa mudou e Kamensky foi bem-sucedido em sua contra-ofensiva, que levou os suecos cada vez mais para o norte.